# Alcalá de Ebro
Alcalá de Ebro là một đô thị ở tỉnh Zaragoza, Aragon, Tây Ban Nha. Theo điều tra dân số 2004 của Viện thống kê Tây Ban Nha (INE), đô thị này có dân số là 279 người. Diện tích đô thị này là 9 ki-lô-mét vuông. Đô thị này nằm ở độ cao 223 m trên mực nước biển.